# POV-Ray

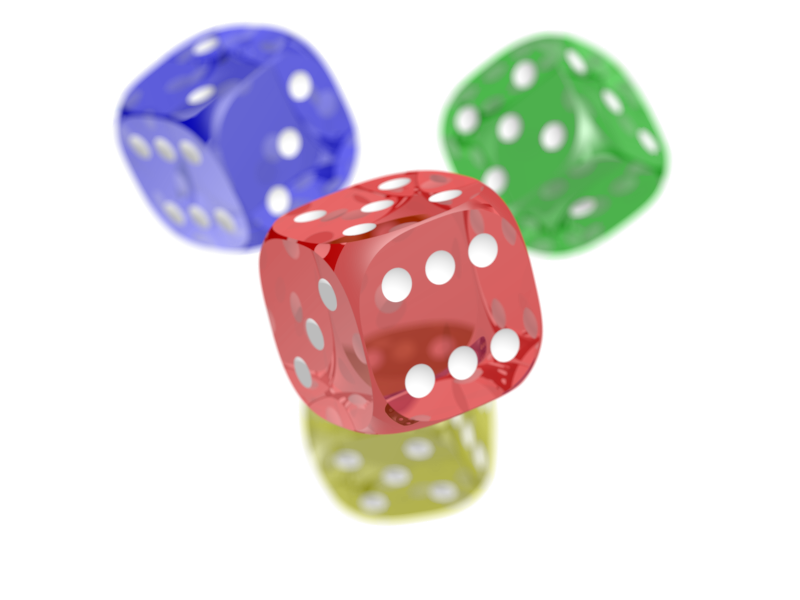
Alguns daus renderitzats dins POV-Ray. Són demostrats el·lipsoides superquadràtics, refracció i focal entelar.

POV-Ray (Persistance of Vision Ray-tracer), o POV és un programa de raytracing gratuït, en constant evolució (els últims aportaments són la radiositat i el mapeig de fotons), que funciona en una gran varietat de plataformes informàtiques com Windows, Mac OS X o Linux. Basat en DKBTrace i en part de Polyray. No és un programa lliure, però les seves fonts estan disponibles sota les condicions de la llicència POV-Ray.
POV no disposa d'interfície gràfica per modelar les imatges com la major part dels programes de creació 3D actuals però és capaç d'interpretar fitxers de codi ASCII+ d'extensió ".pov" en els quals es descriu l'escena. L'esmentat fitxer text ha de contenir almenys la posició i els paràmetres de la font de llum, la càmera i els objectes. Contràriament a altres programes més recents en els quals els objectes són definits amb unions elaborades de múltiples triangles, els objectes de POV són formes geomètriques (esfera, cub, con, cilindre…), operacions entre aquestes formes, volums definits per diferents funcions matemàtiques com isosuperficies (per exemple : function {x*x - F/y*y + z*z}) o unions de triangles com els d'altres programes. Suporta un lleuger llenguatge informàtic similar al llenguatge C que permet fer tasques complexes amb els objectes.

## Enllaços externs

Animació realitzada amb POV-Ray